# عبد الرحمن الريح
عبد الرحمن الريح (1920-1992م)، شاعر وملحن سوداني رفد الساحة الغنائية بمجموعة من الأشعار والألحان وغنى له كبار الفنانين، وقد أتحف فن الغناء السوداني بالعشرات من الأغاني المسجلة في الإذاعة السودانية.
يجيد العزف على آلة العود. ويقوم بتلحين قصائده بنفسه. وقد عاصر شعراء الحقيبة الكبار وشاركهم في تأليف ونظم القصائد. بدأ النظم والتلحين في عام 1938م ولم يتجاوز الثامنة عشر من عمره. كان صاحب مدرسة شعرية ولحنية أثرت في الوسط الفني في السودان منذ أربعينات القرن الماضي وحتى اليوم.
حاول عبد الرحمن الريح أن ينتقل بالشعر العاطفي من مجال الإسفاف والغزل المكشوف إلى عفة اللسان ونقاء الوجدان، كما شارك في النهضة المسرحية بتأليف مسرحية «عاقبة الصبر» بما فيها من الحكم والتعابير الأدبية المتفردة وله مسرحيات أخرى.

## ولادته ونشأته
ولد عام 1920م، وقيل في 1912م. في حي العرب في أم درمان،
وفي سن الخامسة أرسله والده إلي الخلوة لحفظ القرآن، وتعلم اللغة العربية. وقد حفظ الربع الأول من القرآن، وبعدها صار مساعداً لأبيه في متجره لبيع الدمور.

## شعره
في خريف عام 1923م انطلقت أغاني الحقيبة فدخلت الذاكرة بشكلها الخاص. بسيطة الفهم والإدراك ولا تحتاج إلى مجهود كثير في الذهن لكونها مشيدة غالباً على إيقاعات وموازين بسيطة تنسجم كلياً مع الأغاني والقصائد الفلكلورية ذات الأسلوب الخفيف المرح وبذلك فقد ارست الحياة الأمدرمانية جذوراً لحركتها الفنية.
والفضل في ازدهار أغنية الحقيبة يرجع إلى شعراء ومطربي أمدرمان (إبراهيم العبادي، صالح عبدالسيد (أبوصلاح)، عمر البنا، عبيد عبد الرحمن، سيد عبد العزيز، محمد بشير عتيق، عبد الرحمن الريح، الأمين برهان، كرومة، الفاضل أحمد، إبراهيم عبد الجليل) وآخرين.
ويعتبر عبد الرحمن الريح أحد رواد هذه الحركة الفنية في السودان وآخر شعراء الحقيبة، ولد عبد الرحمن الريح بحي العرب حوالي عام (1918م) إن نشأته المتواضعة قد هيأت له تشرب التراث الشعبي الذي تموج به هذه المدينة.
بدأ بأغاني ذات نمط جديد (أنا سهران ياليل، خداري، جاني طيفه طائف)،
كان التم تم نقطة تحول في الأغنية السودانية، انتقلت به من الإيقاع البطئ إلى الإيقاع الأسرع. وكانت الناس مهوسة به، فقدم ما رددته الجماهير ومن بينها (لي زمان بنادي وخداري) وقدم رجال الحدود:
هيا يارجال الحدود
دافعوا عن أرض الجدود
وأتذكروا النايرة أم خدود
وقد غناها الفنان سرور.
وأيضاً عندما أشعل مؤتمر الخريجين العام نار الوطنية انعكس هذا الشعور الوطني على الأدب والفن فكان عبد الرحمن الريح يبث الروح الوطنية عن طريق شعره وأغانيه واستمر على هذا المنوال حتى غادر الاستعمار البلاد.
وكانت المرحلة الثانية وهي أكثر مراحل حياته الفنية نضجاً وتحكماً واستيعاباً لأدواتها الفنية التعبيرية التي استخدمها في مرحلته السابقة بتلقائية وفطرية، وفي عام 1943م دخل مجال العزف على آلة العود وكانت أولى أغنياته التي وضع كلماتها ولحنها مستعملاً آلة العود أغنية (بعيد الدار طال بي بعدك مني يامولاي تنجز وعدك) وقد غناها زنقار ثم تلاها بمجموعة أغاني كانت من نصيب إبراهيم عبد الجليل (أضيع أنا، الساعة كم، ما ممكن أصرح) وغني له كرومة (في رونق الصبح البديع) وهي من كلمات محمد بشير عتيق ومن ألحانه.
وفي عام 1946م تعرف على المطرب الناشئ التاج مصطفى. وقدم معه (راحة الضمير، جيران في الحب، أنت السمير قلبي بيرتاح ليك كتير، الملهمة أنا أرضيت ضميري، أنا المعذب، إنصاف).

## قالوا عنه
- كتب الباحث في شؤون الغناء د.أحمد طراوة «..خرج عبد الرحمن الريح من منزل الإيجار بسبب العوز و المسغبة، و مات غريبا وحيدا في موقع خلفى نائى بمدينة امبدة في العام 1994م. بينما ظلت جحافل التتر و الأغنياء الجدد من الأغبياء مجروحى العقل و الوجدان تتطاول في البنيان، و تتملك المنازل و النساء و تستمتع في برود أعصاب تام داخل السيارات المكندشة بأغانيه الفريدة التي قل أن يجود بمثلها الزمان..»[3]